# ليسوم متباين
ليسوم متباين (الاسم العلمي: Illicium variegatum) هو نوع نباتي يتبع جنس الليسوم من فصيلة الشزندرية.